# بی ای.۲۰۱
بی ای. ۲۰۱ (به انگلیسی: Breda_Ba.201) یک هواگرد ملخ‌پیشین تک‌موتوره از نوع بمب افکن شیرجه رو  ساخت شرکت Breda است. هواگرد بی ای. ۲۰۱ نخستین پروازش را در ۳ ژوئیه ۱۹۴۱ میلادی انجام داد. در مجموع، تعداد ۲ فروند از این هواگرد ساخته شده‌است.